# Comune di Ittoqqortoormiit

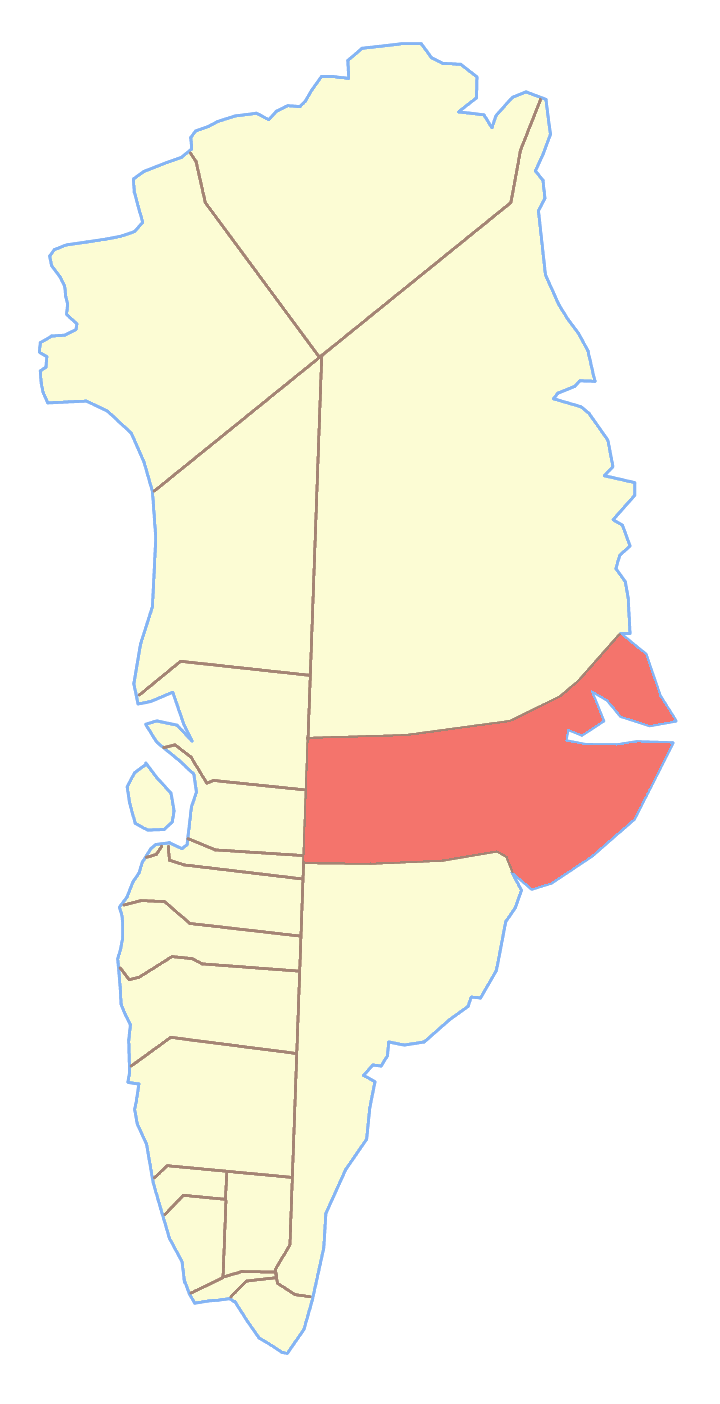
Il comune di Ittoqqortoormiit nell'ambito della vecchia suddivisione

Il comune di Ittoqqortoormiit (groenlandese: Illoqqortoormiut Kommuniat; danese: Ittoqqortoormiit Kommune) fu un comune della Groenlandia dal 1963 al 2008. La sua superficie era di 227.800 km² e la sua popolazione era di 546 abitanti (1º gennaio 2005); si trovava nella contea di Tunu (Groenlandia Orientale) e il suo capoluogo era Ittoqqortoormiit.
Il comune fu istituito il 1º gennaio 1963, e cessò di esistere il 1º gennaio 2009 dopo la riforma che rivoluzionò il sistema di suddivisione interna della Groenlandia; il comune si fuse insieme ad altri quattro (Ivittuut, Paamiut, Nuuk e Ammassalik) a formare l'attuale comune di Sermersooq.
Oltre al capoluogo, altri villaggi si trovavano all'interno di questo comune: Gurreholm, Itterajivit, Sydkap e Uunarteq (disabitato).